# مارتی ویلا
مارتی ویلا (انگلیسی: Martí Vilà؛ زادهٔ ۲۶ مهٔ ۱۹۹۹) بازیکن فوتبال اهل اسپانیا است.